# Annemarie Seite
Annemarie Seite, geborene Brandt (* 13. Oktober 1939 in Stralsund) ist eine deutsche Tierärztin und Politikerin (CDU). Sie war von 1992 bis 1994 Abgeordnete des Landtages von Mecklenburg-Vorpommern.

## Leben
Annemarie Seite besuchte von 1946 bis 1953 die Grundschule und von 1953 bis 1957 die Hansa-Oberschule in Stralsund mit Abitur. Anschließend leistete sie ein „praktisches Jahr“ in der LPG Grünhufe im Kreis Stralsund ab. Von 1958 bis 1963 studierte sie Veterinärmedizin an der Veterinärmedizinischen Fakultät der Humboldt-Universität Berlin. Es folgte die Tätigkeit als Pflichtassistentin in Wismar, Greifswald und Neubrandenburg. Von Februar 1965 bis April 1991 war sie Leiterin einer staatlichen Tierarztpraxis in Walow. Dabei promovierte sie 1973 an der Humboldt-Universität Berlin zum Dr. med. vet.  
Nach den Kommunalwahlen in der DDR im Mai 1990 wurde sie ehrenamtliche Bürgermeisterin von Walow. Von Mai 1991 bis Juni 1992 übte sie das Amt der Verwaltungsleiterin der Verwaltungsgemeinschaft Sietow aus. Im Oktober 1991 wurde sie Mitglied der CDU und im Mai 1992 Mitglied des CDU-Kreisvorstandes Waren. Im März 1992 wurde sie Vorsteherin des Amtes Malchow-Land. Am 1. Juli 1992 rückte sie für den Abgeordneten Christian Gienapp als Mitglied der CDU-Fraktion in den Landtag von Mecklenburg-Vorpommern nach, dem sie bis 1994 angehörte.
Annemarie Seite ist seit 1964 mit Berndt Seite verheiratet und Mutter von zwei Kindern. Sie wohnt in Walow.